# 廣武將軍碑
广武将军碑，十六国前秦建元四年（368年）立于今陕西省白水县史官镇彭衙村仓颉庙寒崇寺塔下，又称《广武将军□产碑并阴侧》、《立界祠碑并阴侧》、《张产碑》。
碑为圭形，尖首，方座。高174厘米，宽73厘米，文17行，因字有剥落，每行字数已不可知，约31字，隶书。此碑四面刻字，碑额隶书“立界山石祠”，碑文内容主要记述广武将军的世系、政绩及统辖吏民的数目, 还记述了当时渭北的行政区划、官职设置和部族的分布。《平津读碑记》认为是纪功立界之碑。碑阴刻文18行，行36字，碑侧刻部将的姓名。此碑内容是研究五胡十六国时期陕西关中地方历史的重要实物资料。前秦碑刻存世甚少，仅此碑与《邓太尉碑》两例。阳文字似经心凿刻，有规有矩。碑文书法风格古朴稚拙，笔画细长均匀，线条瘦劲凝练，结字平直宽博。同《三老忌日碑》、《好太王碑》相近。行笔恣肆，气象朴茂。康有为在此碑的题跋中称“北碑近新出土，以此为古雅第一”、“此碑在陕，亦为关中楷隶冠。”北京故宫博物院藏此碑旧拓本。碑原立于白水县。后埋入土中，清朝乾隆年间出土，其后石佚，清末民国拆除仓颉庙前影壁时被雷召卿发现。1972年移置陕西省西安碑林至今。